# Dre'Mont Jones
Dre'Mont Jones (Cleveland, Ohio, 5 de enero de 1997) es un jugador profesional estadounidense de fútbol americano que se desempeña en la posición de defensive end en Seattle Seahawks, equipo de la National Football League (NFL).

## Carrera
Fue seleccionado en la tercera ronda en la Reunión Anual de Selección de Jugadores de la NFL de 2019. Hizo su debut profesional con el equipo Denver Broncos, en el cual jugó cuatro temporadas (2019-2023), continuó con su carrera en Seattle Seahawks, donde lleva jugando una temporada.